# کالینستون (یوتا)
کالینستون (به انگلیسی: Collinston) یک منطقهٔ مسکونی در ایالات متحده آمریکا است که در شهرستان باکس الدر، یوتا واقع شده‌است. کالینستون ۱٬۳۵۰٫۸۹ متر بالاتر از سطح دریا واقع شده‌است.